# 丸尾神社
丸尾神社（まるおじんじゃ）は、長崎県新上五島町丸尾郷に鎮座する神社である。

## 祭神
須佐乃男命を主祭神に、蛭子神、市杵嶋姫命の2柱を配祀する。
配祀神中の市杵嶋姫命は境内社の、蛭子神は同郷鯨見山に鎮座していた蛭子神社の祭神である。

## 歴史
創建は文化元年(1804年) 6月15日。由緒等は不詳だが、昭和60年（1985年）まで郷内の別の場所に鎮座していたが、社殿の老朽化との裏山の崖崩れに伴い現在地に奉遷された。
また、年代は不明だが同郷蛭子神社が合祀されている。

## 祭祀
主な祭礼・神事
- 祇園祭（7月14、15日）
- 例大祭（10月30日、11月1日）

## 境内社

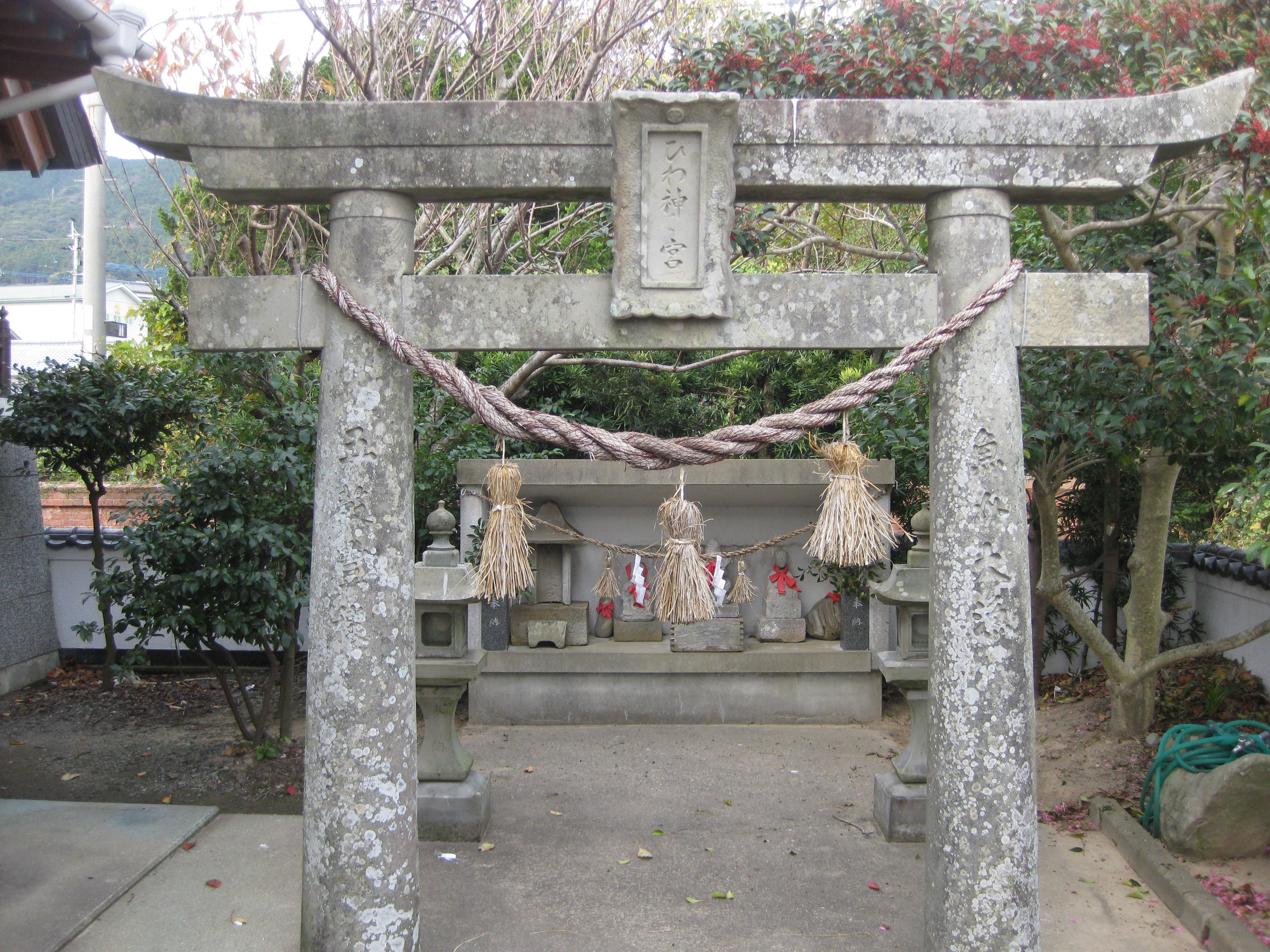
境内社・びわ神宮

- びわ神宮

## その他の神社
隣接する榎津郷に 榎津神社が、似首郷に事代主神社がある。

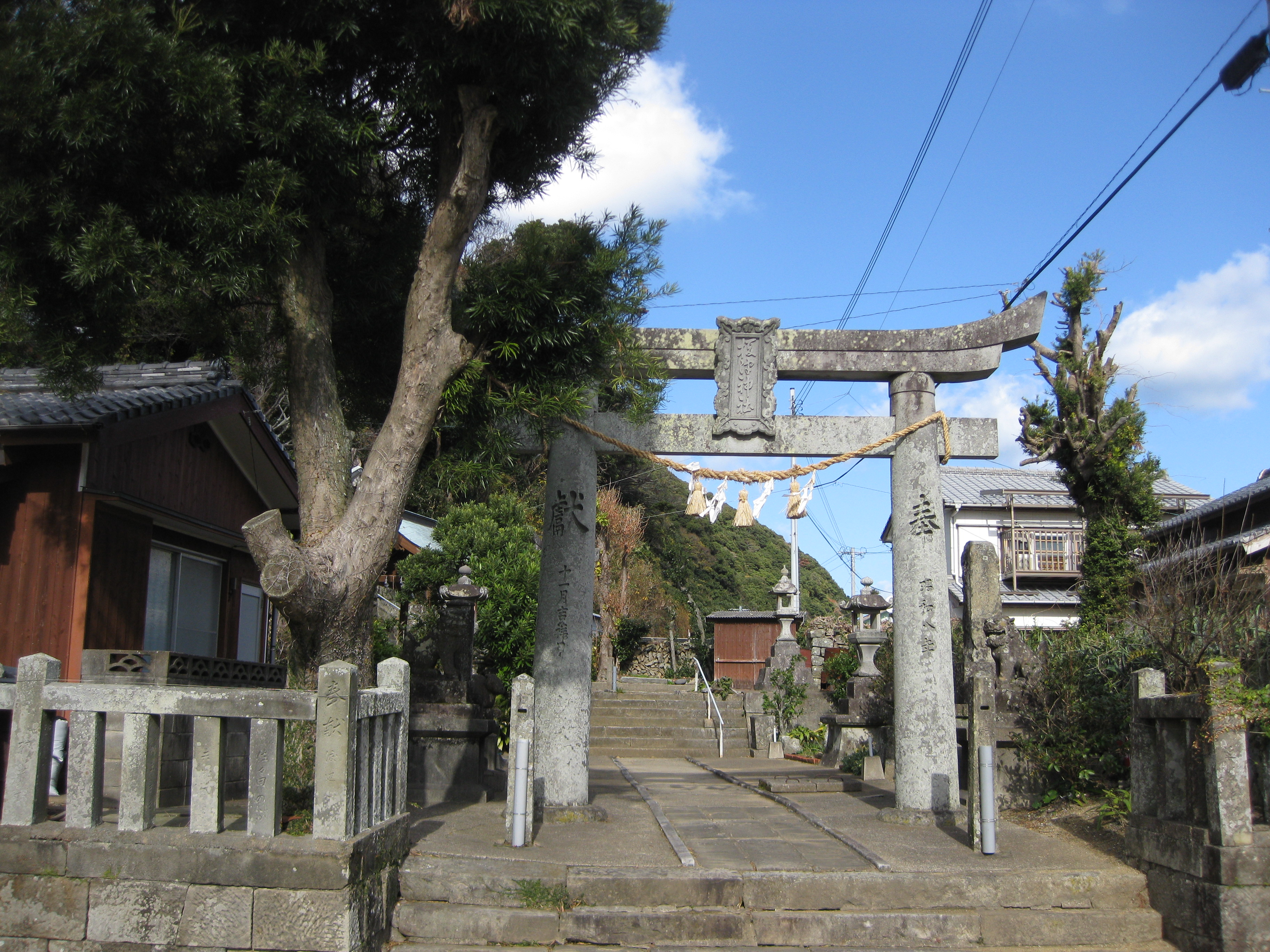
榎津神社（榎津郷）
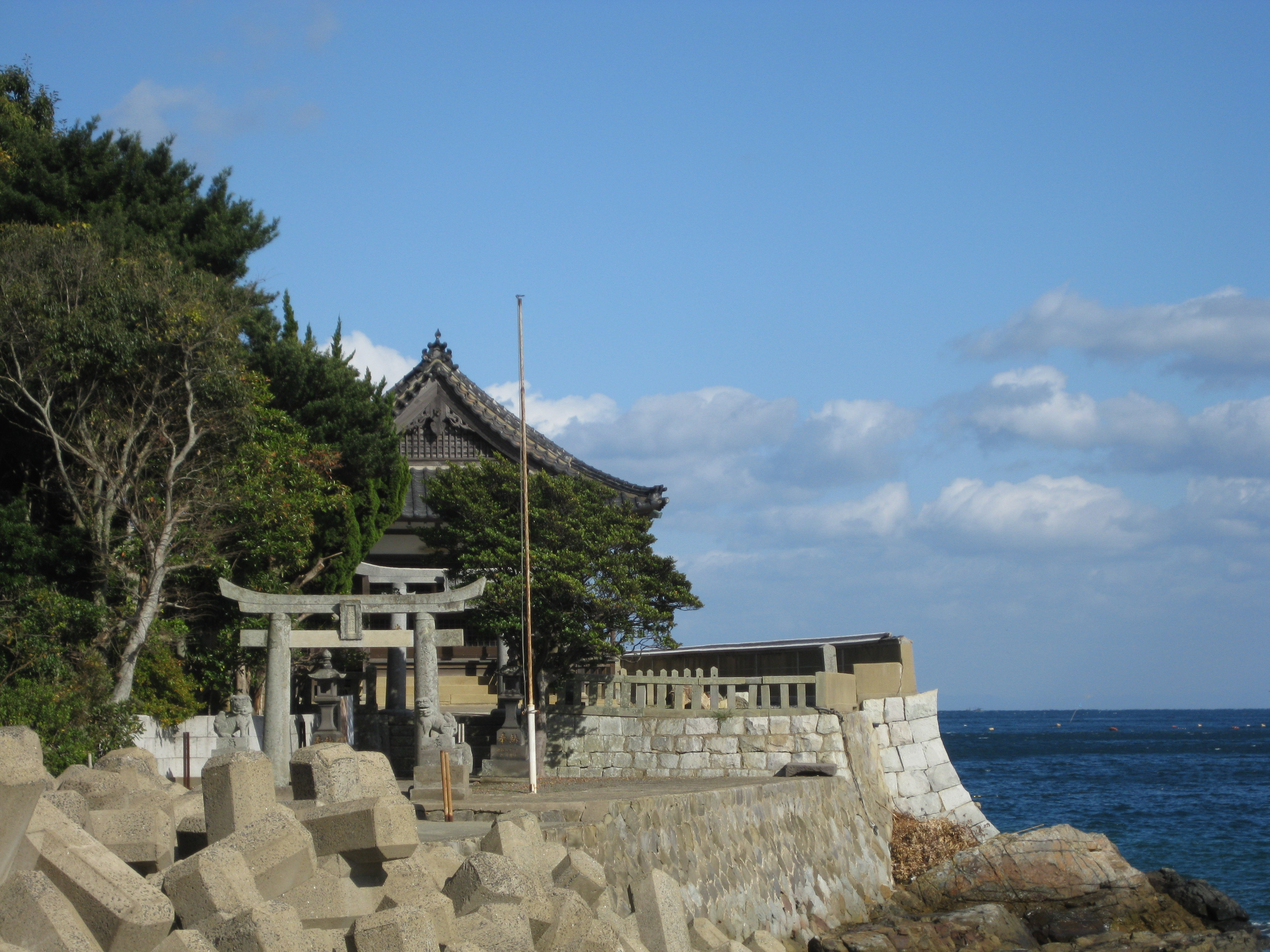
事代主神社（似首郷）